# Jérôme Golmard
Jérôme Golmard (Dijon, 9 september 1973 – 1 augustus 2017) was een Franse tennisprof, die tussen 1993 en 2005 uitkwam op de ATP-tour. Golmard won twee titels in het enkelspel.
Golmard overleed op 43-jarige leeftijd aan de ziekte ALS.

## Palmares

#### Enkelspel
| Legenda                       | Legenda               |
| ----------------------------- | --------------------- |
| Grand Slam                    |                       |
| Olympische Spelen             |                       |
| tot 2009                      | vanaf 2009            |
| Tennis Masters Cup            | ATP Finals            |
| ATP Masters Series            | ATP Tour Masters 1000 |
| ATP International Series Gold | ATP Tour 500          |
| ATP International Series      | ATP Tour 250          |

| Nr.              | Datum            | Toernooi     | Ondergrond | Tegenstander in finale | Score            | Details |
| ---------------- | ---------------- | ------------ | ---------- | ---------------------- | ---------------- | ------- |
| Gewonnen finales |                  |              |            |                        |                  |         |
| 1.               | 14 februari 1999 | ATP Dubai    | Hardcourt  | Nicolas Kiefer         | 6-4, 6-2         | Details |
| 2.               | 9 januari 2000   | ATP Chennai  | Hardcourt  | Markus Hantschk        | 6-3, 6-7(6), 6-3 | Details |
| Verloren finales |                  |              |            |                        |                  |         |
| 1.               | 22 juli 2001     | ATP Umag     | Gravel     | Carlos Moyá            | 4-6, 6-3, 6-7(2) | Details |
| 2.               | 13 januari 2002  | ATP Auckland | Hardcourt  | Greg Rusedski          | 7-6(0), 4-6, 5-7 | Details |

### Dubbelspel
| Nr.                           | Datum        | Toernooi   | Ondergrond | Partner          | Tegenstanders in finale | Score         | Details |
| ----------------------------- | ------------ | ---------- | ---------- | ---------------- | ----------------------- | ------------- | ------- |
| Verloren finales heren dubbel |              |            |            |                  |                         |               |         |
| 1.                            | 16 juli 2000 | ATP Gstaad | Gravel     | Michael Kohlmann | Jiří Novák David Rikl   | 6-3, 3-6, 4-6 | Details |

## Prestatietabel
| Legenda | Legenda                          |
| ------- | -------------------------------- |
| g.t.    | geen toernooi gehouden           |
| l.c.    | lagere categorie                 |
| –       | niet deelgenomen                 |
| G       | uitgeschakeld in de groepsfase   |
| 1R      | uitgeschakeld in de eerste ronde |
| 2R      | uitgeschakeld in de tweede ronde |
| 3R      | uitgeschakeld in de derde ronde  |
| 4R      | uitgeschakeld in de vierde ronde |
| KF      | uitgeschakeld in de kwartfinale  |
| HF      | uitgeschakeld in de halve finale |
| F       | de finale verloren               |
| W       | het toernooi gewonnen            |
| w-v     | winst/verlies-balans             |

### Prestatietabel grand slam, enkelspel
| Toernooi        | 1995 | 1996 | 1997 | 1998 | 1999 | 2000 | 2001 | 2002 | 2003 | 2004 |
| --------------- | ---- | ---- | ---- | ---- | ---- | ---- | ---- | ---- | ---- | ---- |
| Australian Open | 2R   | –    | –    | 3R   | 2R   | 1R   | –    | 3R   | 1R   | 2R   |
| Roland Garros   | 1R   | 1R   | 2R   | 1R   | –    | 1R   | 1R   | –    | 1R   | –    |
| Wimbledon       | –    | 1R   | 2R   | 3R   | –    | 3R   | –    | 1R   | –    | –    |
| US Open         | 2R   | –    | 2R   | 2R   | –    | 3R   | 2R   | 1R   | –    | 2R   |

### Prestatietabel grand slam, dubbelspel
| Toernooi        | 1994 | 1995 | 1996 | 1998 | 2001 | 2003 |
| --------------- | ---- | ---- | ---- | ---- | ---- | ---- |
| Australian Open | –    | –    | –    | –    | –    | –    |
| Roland Garros   | 1R   | 1R   | 1R   | 1R   | 1R   | 1R   |
| Wimbledon       | –    | –    | –    | –    | –    | –    |
| US Open         | –    | –    | –    | 1R   | –    | –    |